# 若鶏のオージュ谷風

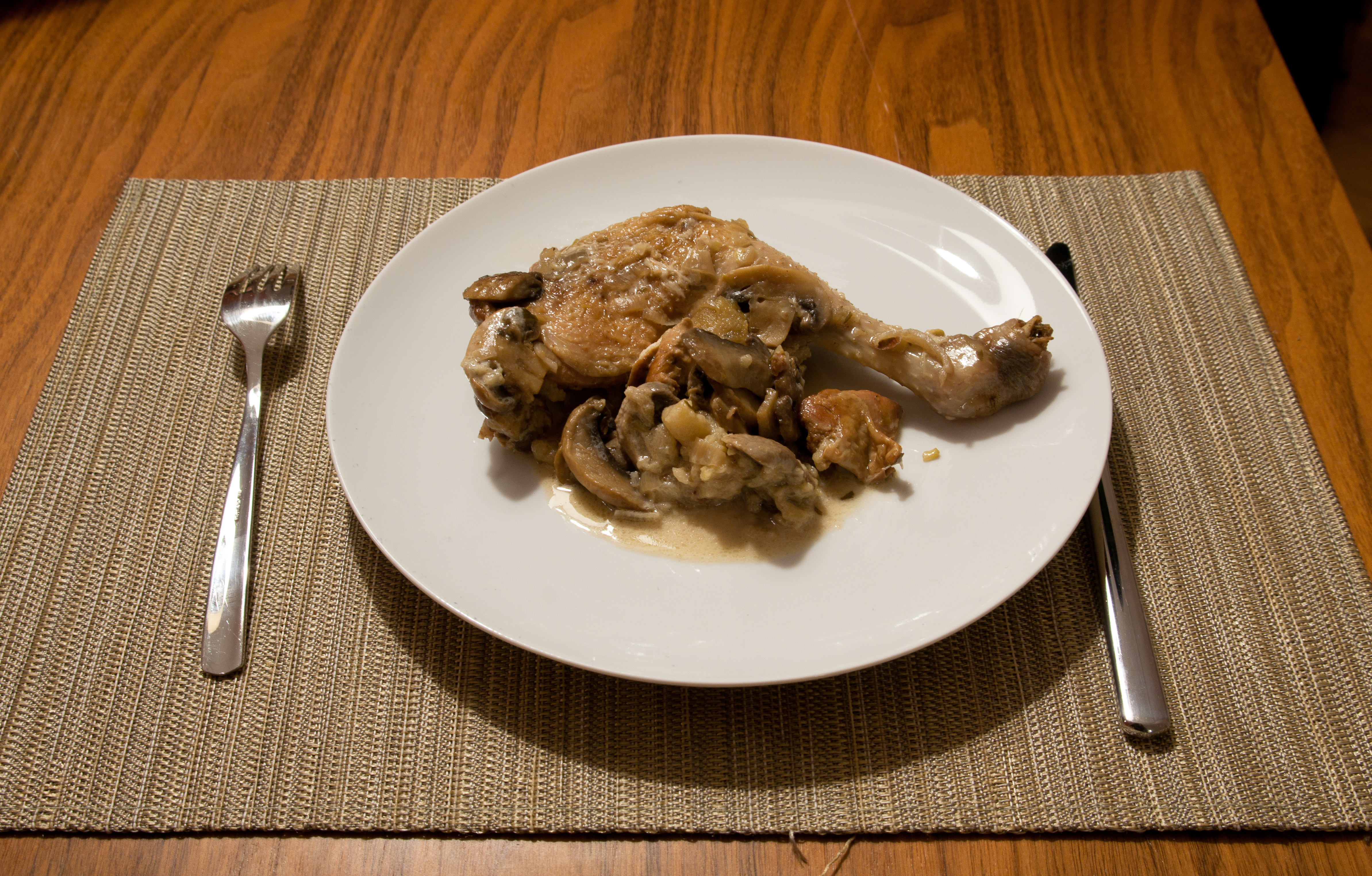
若鶏のオージュ谷風の例

若鶏のオージュ谷風（わかどりのオージュたにふう、フランス語: poulet vallée d'Auge）は、フランス・ノルマンディー地方ペイ・ドージュの郷土料理。カルヴァドス、シードルを用いた鶏肉の料理である。
鶏のヴァレドージュ風、プーレ・ヴァレ・ドージュとも。
ペイ・ドージュを含むノルマンディー地方はリンゴ、およびリンゴから作った酒、発泡酒のシードルと蒸留酒のカルヴァドスが名産として知られる。「カルヴァドス・ペイ・ドージュ」はAOCとしても認定されている。そのためシードルとカルヴァドスを用いた料理を「オージュ谷風」と呼び、ノルマンディー地方の代表的料理となっている。
若鶏のオージュ谷風は、ブレゼ（蒸し煮）で作るのが一般的ではあるが、ソテーした鶏肉をカルヴァドスでフランベしたり、時間をかけて煮込む、ソテーしてから煮込むレシピもある。付け合わせにもリンゴのコンポートやソテーが用いられる。